# Santuario de Tamukeyama Hachiman-gu

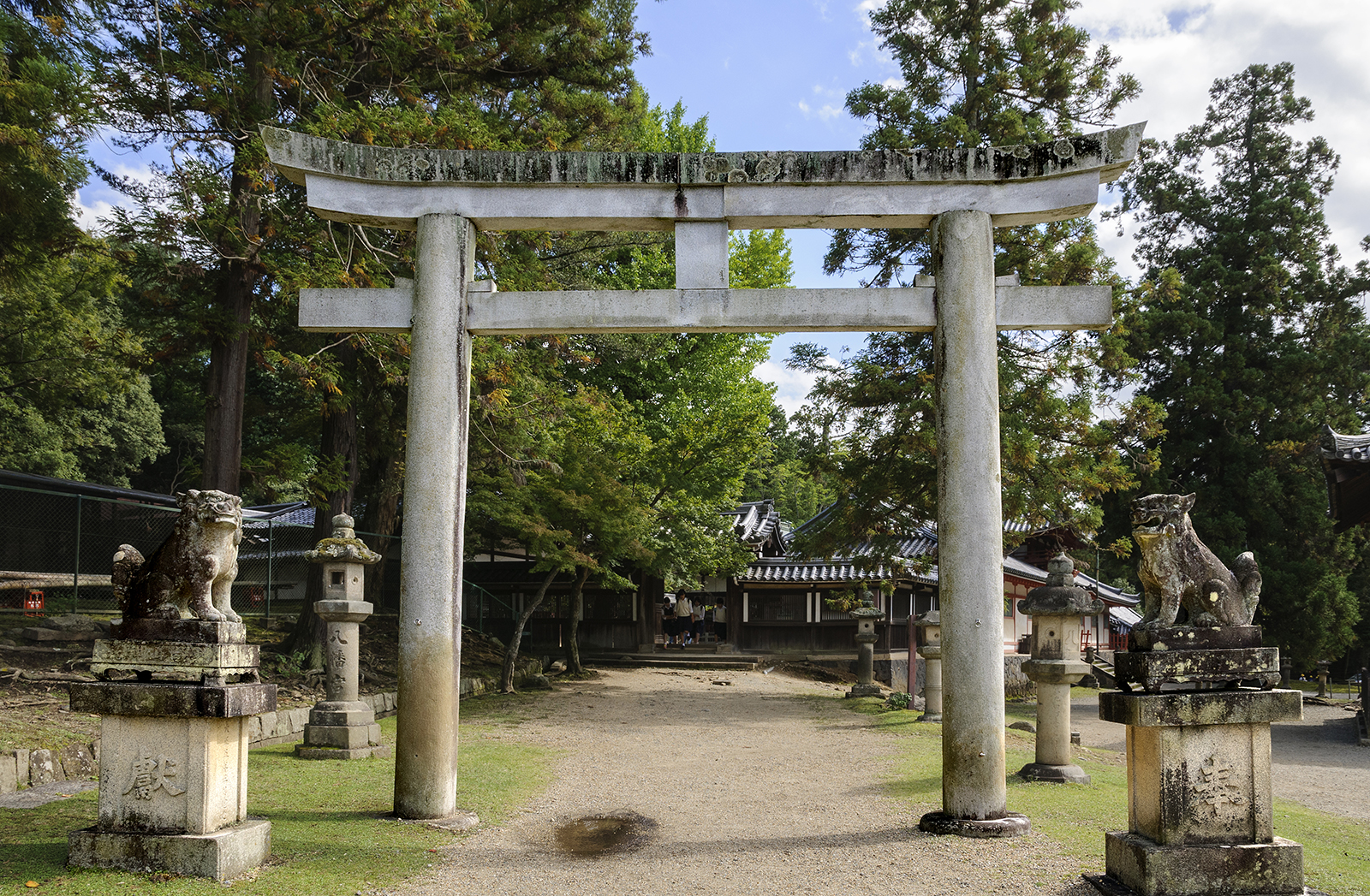
Torii de la entrada norte del recinto del santuario.

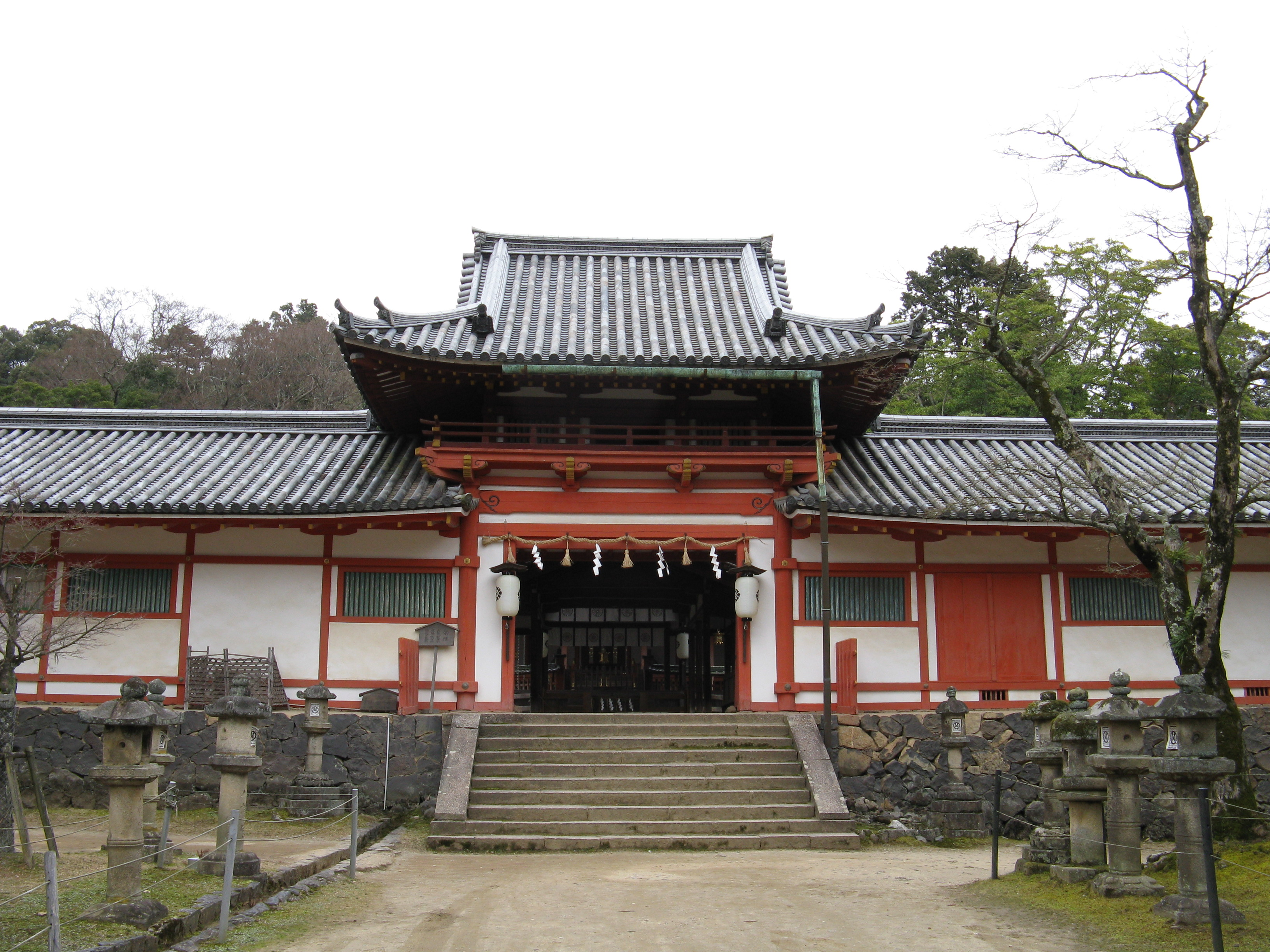
Edificio principal del santuario.

El Santuario de Tamukeyama Hachiman-gu (手向山八幡宮, Tamukeyama Hachimangu) es un santuario sintoista, relacionado con el extenso complejo de templos de Tōdai-ji, situado en la ladera de las montañas que bordean el este de la ciudad de Nara, (Prefectura de Nara, Japón). Está dedicado al kami sintoista Hachiman, la deidad tutelar de los guerreros, además de deidad de la agricultura y protectora del Japón y de su pueblo. Este santuario es uno de los muchos santuarios de Hachiman que hay en Japón, siendo la deidad que más santuarios tiene dedicados después de Inari. El principal santuario de Hachiman es el de Usa en la ciudad de Usa, prefectura japonesa de Ōita.
Fundado en el año 749 de nuestra era, los edificios originales fueron destruidos por un incendio en 1180. Las construcciones actuales datan de su última reconstrucción en 1691. Además de Hachiman, aquí se rinde culto a varios emperadores de la dinastía Yamato: los dos primeros emperadores del período Kofun, el Emperador Ōjin (que precisamente fue divinizado como Hachiman tras su muerte), su hijo y sucesor el Emperador Nintoku, y los padres del primero, la Emperatatriz Jingū y el Emperador Chūai. En el santuario se celebran varios rituales sintoistas a lo largo del año como son el Tegaie, el 5 de enero y el Festival Otaue en febrero.
Según la tradición, cuando en 743 se inició la fundición de la gran estatua de bronce del buda gigante de Todaiji, el emperador Shōmu recogió la recomendación hecha por la sacerdotisa del santuario de Hachiman en Usa, Ōga no Morime, que emitió un oráculo según el cual Hachiman debía ser uno de los guardianes de Todaiji.
El poeta y profesor del siglo IX Sugawara Michizane compuso un poema sobre este santuario que aparece en la antología de poesía japonesa del período Kamakura Cien poetas, cien poemas.